# Jean Ven Robert Hal
Jean Ven Robert Hal (Künstlername von Roberto D'Agostino Vendola; * 1970 in Mailand) ist ein italienischer Musiker und Komponist elektronischer Musik.

## Leben
Jean Ven Robert Hal studierte Architektur, Inneneinrichtung und Design. Erste Kontakte zur Musik und Komposition hatte er im Alter von sechs Jahren, als er begann, Klavier zu spielen. Nach einer Phase der Vernachlässigung kam er der Musik in seiner Adoleszenz wieder näher.
Hal ist ein Keyboarder, Komponist, Arrangeur und Synthesizer-Programmierer. Er verwendet digitale und elektronische Werkzeuge bei der Verwendung von „Vintage“ mit Marken wie Moog, ARP, EMS, Elka, Oberheim, Synclavier, Fairlight CMI, Mellotron, ein Vorläufer des aktuellen Sampler, der Theremin und andere Musikinstrumente.
Jean Ven Robert Hal ist später zur „Kosmischen Musik“ (Krautrock) übergetreten. Der gebildete musikalische Stil, der in den späten sechziger Jahren in Deutschland geboren wurde, ist bekannt für den Ausdruck kreativer und weit verbreitete Nutzung des Synthesizers, der Vocoder und engagierten elektronischen Systemen. Die verschiedenen musikalischen Einflüsse der „Kosmischen Musik“, die den musikalischen Weg von Hal charakterisiert haben, sind die psychedelischen Genre und „Minimalismus“, sowie elektronische Musik, insbesondere der Post-Webern. Derzeit ist die „Kosmische Musik“ eingefügt und mit dem Genre „Ambient“ verbunden, und im Allgemeinen als „New Age“ kategorisiert.

## Werke
Seine Begabung kommt im Album „Cosmic Nature“ zum Vorschein und ist gekennzeichnet durch breite Melodien und Klänge „kosmischer“ Hüllen.
„Cosmic Nature“ ist eine Reise in den Weltraum, die Natur des Universums, aber auch mit einbezogenem inneren Zustand. Unter den Songs eine sehr wichtige Symphonie, die Zusammensetzung des gleichen Namens, die in der Ouvertüre des Albums zu finden ist.
Andere erfolgreiche Titel die im Fernsehen erwähnt wurden, und derzeit im Internet wieder in den Vordergrund kehren, sind:
- „Hopes and Dreams“ (SPIEGEL online):

vollständige symphonische Atmosphäre erinnert an klassische Musik. Hal ist in der Lage mit akustischer Resonanz Farbe in den Synthesizer zu bringen.
- Laser Hal 1 (Part. 1) (SPIEGEL online):

ist eine elektronische kosmische Interpretation, das zu Beginn eine innere Reise durch die Zeit darstellt. Es entwickelt sich in einem Teil zu einem hektischen Rhythmus und im zweiten Teil mehr symphonisch, aber immer noch vollständig durch elektronische Effekte begleitet. Er verwendete das Theremin und Mellotron Chöre, die legendären mythischen „M400“ zusätzlich zu anderen Synthesizern.
- Laser Hal 2 (Part. 2) (SPIEGEL online):

einer der klassischen Songs, kosmisch-basierte Sequenzierung in einer harmonischen und komplexen Kettenverriegelung. „Laser Hal“ stellt die Reise von mehreren Phasen des inneren Lebens dar, manchmal mit Auflösung des Gesichts, aber immer mit einem „roten Faden“ begleitet. Seine „kosmischen“ Klänge entwickeln sich in einen rhythmischen Tanz.
- Moon Voice (SPIEGEL online):

entwickelt sich statt eines rhythmischen Techno-Tanzes in Klänge. Es ist ein Lied ganz auf die erste „Mondlandung“ der Apollo 11 in 1969 gewidmet. Man hört die Original-Stimmen von Neil Armstrong, Buzz Aldrin und Michael Collins in elektronischer Verarbeitung.
Jean Ven Robert Hal ©&®, fasziniert von der Welt der 3D-Computergrafik, hat seit über zehn Jahren einige Studien und Verbesserungen in diesem Bereich getan. Er arbeitet derzeit an einem Multimedia-Projekt (3D-visuelle und musikalische Experimente), die in einer DVD veröffentlicht wird. (2011–2013).
Hal näherte sich auch dem Komponieren von Soundtracks für Filme, Musik für Kurzfilme und komponierte eine elektronische Sinfonie für Sigle TV.

## Weitere Kooperationen
Hal hat mehrere Kooperationen mit den größten Meistern der italienischen und europäischen Synthesism durchgeführt: „Gian Felice Fugazza“, ehemaliger Professor für elektronische Musik am Konservatorium in Bologna (Italien). Auch bekannt als Leiter einer großen Nachrichtenagentur und dafür, dass er zahlreiche Artikel in Fachzeitschriften und Bücher über Musik-Synthesizer geschrieben hat. Weiter ist er in vielen Büchern und Musik Lexikons erwähnt.
Danach arbeitete Hal an kommerzielle Jingles, sowie musikalische Zusammenarbeit mit verschiedenen Musikern in vielen Produktionen, darunter MTV Music, und die Modalitäten für die Musik von einigen TV-Netze.
Weitere Zusammenarbeiten mit verschiedenen klassischen Musikern, Chorleitern und Symphonie-Orchestern, darunter „Adriano Bassi“ (auch als Musikkritiker bei der RAI bekannt).
In den Jahren 1997–1998|98 für verschiedene Konzerte der klassischen Musik:
- „Imperial“ Nelson-Messe (Missa in angustiis – 1798) von Franz Joseph Haydn
- „Missa“ von José J. E. Lobo de Mesquita
- Kompositionen von Heitor Villa-Lobos

Jean Ven Robert Hal ©&® sang ebenfalls als Tenor in dem reich verzierten Chor „Coro Hispano Americano“ in Mailand's Instituto Cervantes von 1996–1999, geleitet von Direktor Marco Dusi. Er war in mehr als 50 großen Konzerten des Chores vertreten.

## Reinhören Online-Musik
- Hopes and dreams
- Anima
- Laser Hal 1 (Part. 1)
- Laser Hal 2 (Part. 2)
- Moon Voice
- Automation
- Equilibrium

## Video
- Overture for Anima ©2010

## Referenzen
- ReverbNation
- Magazine Internet
- yahoo Music (Memento vom 9. Februar 2013 im Webarchiv archive.today)
- Wave Music Magazine (Seite nicht mehr abrufbar, festgestellt im April 2016. Suche in Webarchiven)
- DIVA (Seite nicht mehr abrufbar, festgestellt im April 2016. Suche in Webarchiven)
- FIFTYFOUR
- Mattters (Seite nicht mehr abrufbar, festgestellt im April 2016. Suche in Webarchiven)
- CPcontainer (Memento vom 9. Februar 2013 im Webarchiv archive.today)